# Joseph Young
Joseph Michael "Joe" Young (Houston, Texas, 27 de junio de 1992) es un baloncestista estadounidense que pertenece a la plantilla de los Fujian Sturgeons de la CBA de China. Con 1,88 metros de estatura, juega en las posiciones de base o escolta. Es hijo del que fuera también jugador profesional Michael Young.

## Trayectoria deportiva

### Universidad
Jugó dos temporadas con los Cougars de la Universidad de Houston, donde su padre era director de operaciones. Allí promedió 14,8 puntos y 3,5 rebotes por partido. Fue elegido en su primera temporada en el mejor quinteto de novatos de la Conference USA y al año siguiente en el tercer mejor quinteto de la conferencia.
Tras cesar su padre en sus funciones, Joseph abandonó Houston para incorporarse a los Ducks de la Universidad de Oregón, donde completó otras dos temporadas, en las que promedió 19,8 puntos y 3,7 rebotes por partido, siendo elegido en el segundo mejor quinteto de la Pacific 12 Conference en 2014 y en el primero al año siguiente.

### Profesional
El 25 de junio de 2015, fue seleccionado en la cuadragésimo tercera posición del Draft de la NBA de 2015 por Indiana Pacers.
[actualizar]
El 23 de octubre de 2021 fue elegido en el puesto número 24 del Draft de la NBA G League de 2021 por los Birmingham Squadron.
El 22 de julio de 2022, Young, según su agente Pete Mickeal, fichó por el Promitheas Patras B.C. de la A1 Ethniki griega, su primer equipo en Europa.
El 7 de enero de 2023, firma por el Napoli Basket de la Lega Basket Serie A italiana.
En mayo de 2024 se unió al Kuwait Club en sustitución de Tony Carr. Con ese equipo conquistó el título de la División Golfo de la West Asia Super League. Al mes siguiente reforzó al club iraní Shahrdari Gorgan BC en la Basketball Champions League Asia,

## Estadísticas de su carrera en la NBA

### Temporada regular
| Año     | Equipo  | PJ  | PT | MPP  | %TC  | %3P  | %TL  | RPP | APP | ROB | TPP | PPP |
| ------- | ------- | --- | -- | ---- | ---- | ---- | ---- | --- | --- | --- | --- | --- |
| 2015-16 | Indiana | 41  | 0  | 9.4  | .367 | .217 | .800 | 1.2 | 1.6 | .4  | .0  | 3.8 |
| 2016-17 | Indiana | 33  | 0  | 4.1  | .361 | .217 | .733 | .5  | .5  | .1  | .0  | 2.1 |
| 2017-18 | Indiana | 53  | 1  | 10.5 | .430 | .379 | .759 | 1.2 | .7  | .3  | .0  | 3.9 |
| Total   | Total   | 127 | 1  | 8.5  | .393 | .296 | .768 | 1.0 | .9  | .3  | .0  | 3.4 |

### Playoffs
| Año   | Equipo  | PJ | PT | MPP | %TC  | %3P  | %TL   | RPP | APP | ROB | TPP | PPP |
| ----- | ------- | -- | -- | --- | ---- | ---- | ----- | --- | --- | --- | --- | --- |
| 2016  | Indiana | 4  | 0  | 2.5 | .375 | .250 | 1.000 | .3  | .3  | .0  | .0  | 2.3 |
| Total | Total   | 4  | 0  | 2.5 | .375 | .250 | 1.000 | .3  | .3  | .0  | .0  | 2.3 |